# Seloi Malere
Seloi Malere (Malere) ist ein osttimoresischer Suco im Verwaltungsamt Aileu (Gemeinde Aileu). Ihm wurde 2004 der Suco Hurairaco angegliedert.

## Geographie

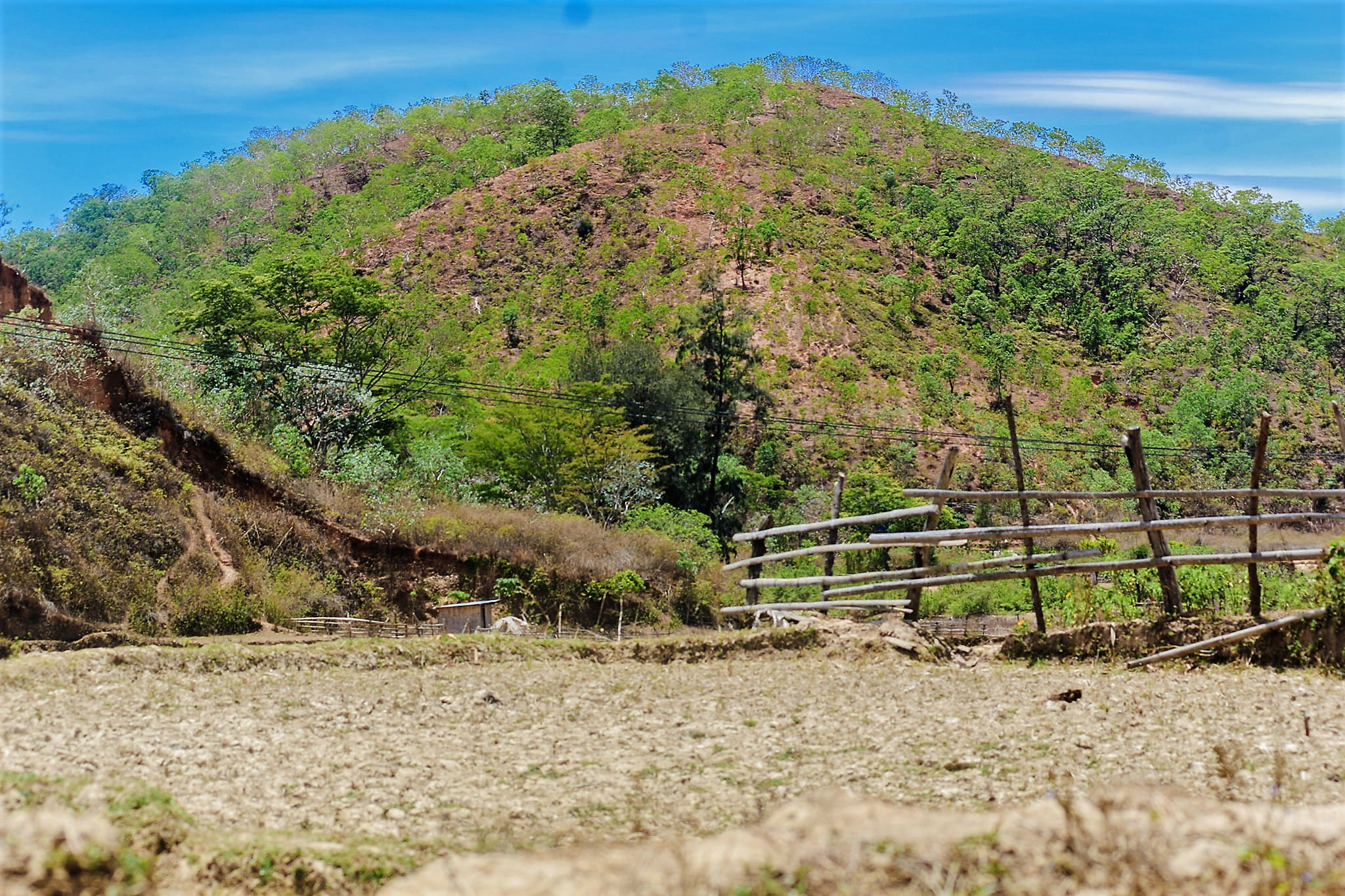
Landschaft in Seloi Malere

Seloi Malere reicht vom Zentrum bis in den Norden des Verwaltungsamts Aileu. Nordwestlich liegt der Suco Seloi Craic, nordöstlich der Suco Aissirimou, südöstlich die Sucos Fahiria und Lausi, südlich der Suco Liurai und westlich der Suco Hoholau. An der Grenze im Südosten fließen die Flüsse Mumdonihun und Manolane, die zum System des Nördlichen Laclós gehört. Auch die Quellflüsse des Manolane, wie der Malubui, passieren Seloi Malere, der Liurai und der Kuralalan entspringen dort. Im Nordwesten reicht Seloi Malere bis an den Lago Seloi. Der Suco hat eine Fläche von 28,05 km² und teilt sich in die sechs Aldeias Cotbauru, Hularema, Kabasfatin (Cabas Fatin), Malere, Maurusa und Taratihi.
Durch den Osten des Sucos verläuft die Überlandstraße nach Dili, die vom Ort Aileu, der Gemeindehauptstadt im Südosten von Seloi Malere, weiter nach Maubisse und an die Südküste Timors führt. Stadtteile von Aileu sind Aileu Vila, Malere, Ercolobere, Slorhum und Kabasfatin. Im Nordosten liegt das Dorf Quinta de Portugal (Hularema).

## Einwohner

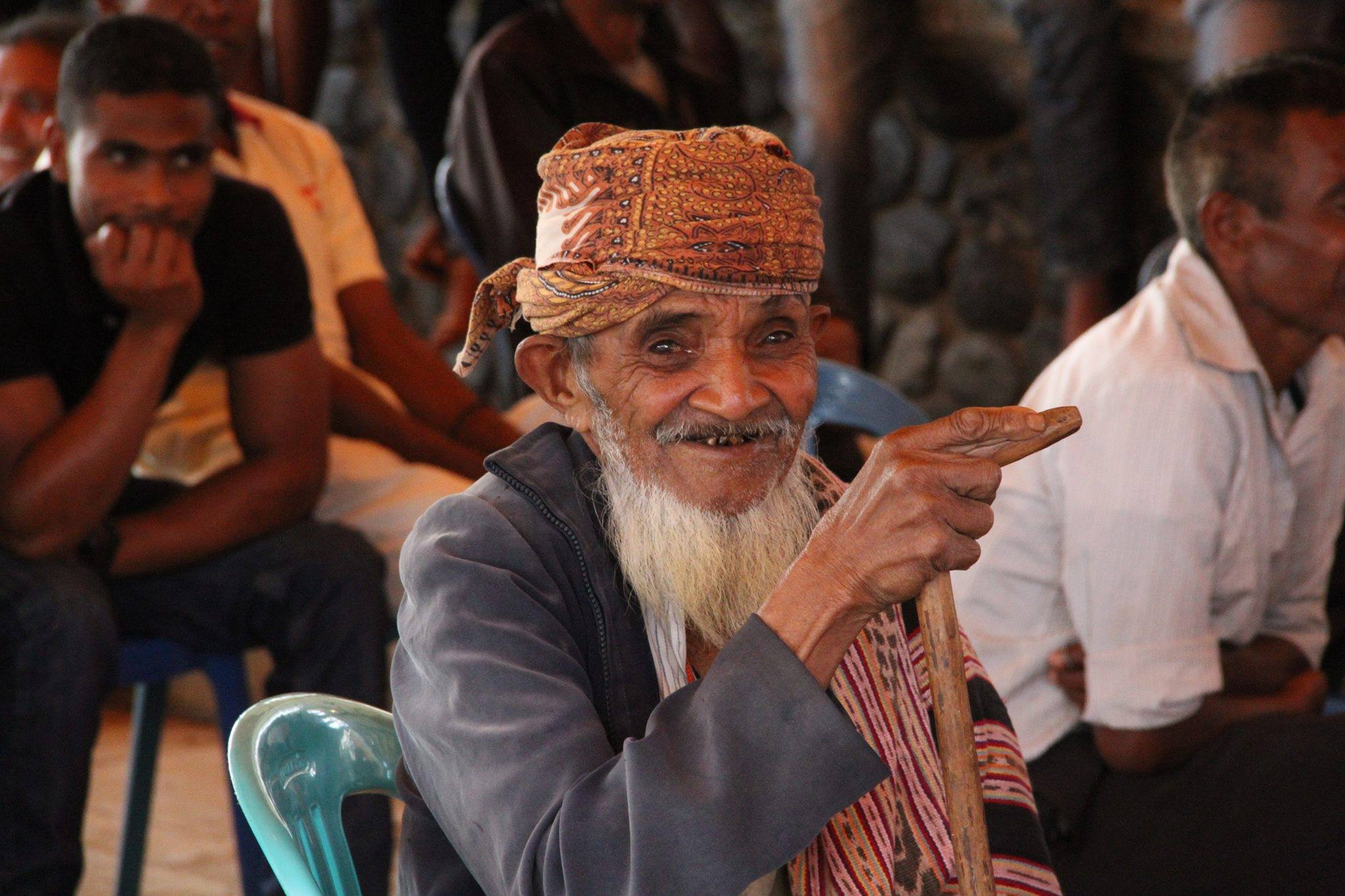
Mann in Seloi Malere (2016)

Im Suco leben 5.665 Einwohner (2022), davon sind 2.891 Männer und 2.774 Frauen. 2.218 der Einwohner leben in einer urbanen Umgebung, 3.447 in einer ländlichen. Im Suco gibt es 1.097 Haushalte. Über 97 % der Einwohner geben Tetum Prasa als ihre Muttersprache an. Knapp 2 % sprechen Mambai.

## Geschichte

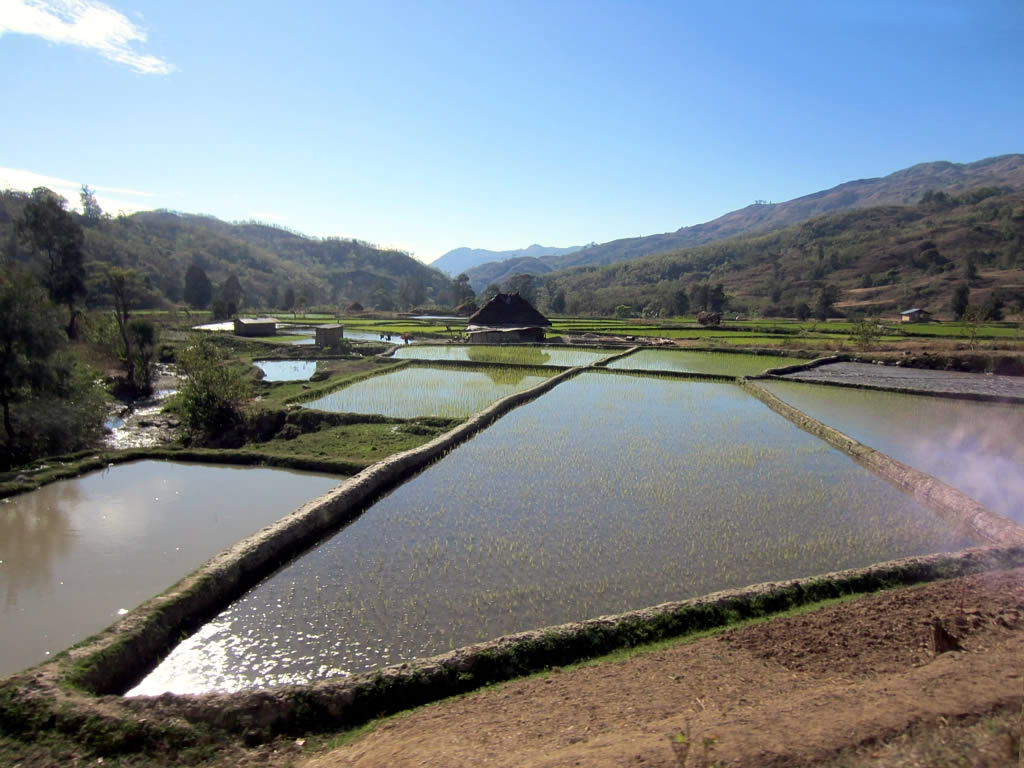
Reisfelder in Aileu

1903 scheiterte in Aileu ein Aufstand gegen die Kolonialherren. Im Januar 1912 diente der Ort als Basis der Portugiesen bei der Niederschlagung der Rebellion von Manufahi.
Zwischen 1942 und 1945 besetzten die Japaner Portugiesisch-Timor. Am 20. August 1942 wurde der Ort Aileu von 300 Colunas Negras, timoresischen Verbündeten der japanischen Invasoren, besetzt. Am 31. August töteten sie fünf portugiesische Soldaten und vier weitere Portugiesen, Beamte und Missionare. Japan schob diesen, wie auch andere Vorfälle, auf „eine Gruppe Westtimoresen“, die sich im Osten ansiedeln wollten und von Portugiesen misshandelt worden wären.
Aileu war bereits im Bürgerkrieg in Osttimor 1975 eine Hochburg der FRETILIN. Hierher zog sich auch die Führung nach der indonesischen Invasion von Dili zurück, bis auch Aileu am 31. Dezember 1975 von den Indonesiern überrannt wurde. Zuvor hatte die FRETILIN etwa 22 Gefangene aus dem Bürgerkrieg exekutiert.
In Aileu gab es Ende 1979 ein indonesisches Lager für Osttimoresen, die zur besseren Kontrolle von den Besatzern umgesiedelt werden sollten. Anfang September 1999 wurden während der indonesischen Operation Donner Einwohner verschiedener Sucos der Region von der AHI-Miliz (Aku Hidup dengan Integrasi/Indonesia) aus ihrem Heim vertrieben. Der Suco Seloi Malere wurde am 6. September systematisch zerstört und die Häuser niedergebrannt.
Anfang September 1999 zerstörten während der Operation Donner Mitglieder der AHI-Miliz (Aku Hidup dengan Integrasi/Indonesia) systematisch mehrere Sucos in Aileu, so auch Seloi Malere am 6. September. Häuser wurden niedergebrannt und das Nutzvieh getötet.
Ende 1999 gab es  zeitweise Pläne, Aileu zur neuen Hauptstadt eines unabhängigen Osttimors zu machen. Diese wurden aber wieder verworfen. Kämpfer der osttimoresischen Widerstandsbewegung FALINTIL wurden in Aileu von 2000 bis Februar 2001 kaserniert, nachdem die Vereinten Nationen die Verwaltung im Land übernommen hatten. Später begannen 600 der Kämpfer hier mit einer Ausbildung zu Soldaten der neuen Verteidigungskräfte Osttimors.

## Politik
Bei den Wahlen von 2004/2005 wurde Fernando Morão de Jesus zum Chefe de Suco gewählt. Bei den Wahlen 2009 gewann Jacinto Ribeiro Dias und wurde 2016  bestätigt.